# Campionat del Món de natació en piscina curta de 2006
El Campionat del Món de natació en piscina curta de 2006 fou una competició esportiva que es realitzà entre els dies 5 i 9 d'abril de 2006 a la ciutat de Xangai (República Popular de la Xina) sota l'organització de la Federació Internacional de Natació (FINA) i en piscina curta (25 metres). La competició se celebrà a les instal·lacions aquàtiques de l'Estadi Qizhong.

## Resum de medalles

### Categoria masculina
| Prova                    | Or                                                                                 | Or          | Plata                                                                 | Plata    | Bronze                                                                  | Bronze     |
| 50 m. lliures            | Duje Draganja · Croàcia                                                            | 21.38       | Cullen Jones · Estats Units                                           | 21.52    | Oleksandr Volynets · Ucraïna · Nick Brunelli · Estats Units             | 21.62      |
| 100 m. lliures           | Ryk Neethling · Sud-àfrica                                                         | 47.24       | Filippo Magnini · Itàlia                                              | 47.31    | José Meolans · Argentina                                                | 47.87      |
| 200 m. lliures           | Ryk Neethling · Sud-àfrica                                                         | 1:43.51     | Filippo Magnini · Itàlia                                              | 1:43.78  | Massimiliano Rosolino · Itàlia                                          | 1:44.67    |
| 400 m. lliures           | Yuri Prilukov · Rússia                                                             | 3:38:08     | Tae-Hwan Park · Corea del Sud                                         | 3:40.43  | Massimiliano Rosolino · Itàlia                                          | 3:41.04    |
| 1500 m. lliures          | Yuri Prilukov · Rússia                                                             | 14:23.92 RC | Tae-Hwan Park · Corea del Sud                                         | 14:33.28 | Lin Zhang · R.P. de la Xina                                             | 14:42.82   |
|                          |                                                                                    |             |                                                                       |          |                                                                         |            |
| 50 m. esquena            | Matt Welsh · Austràlia                                                             | 23.53       | Thomas Rupprath · Alemanya                                            | 23.70    | Helge Meeuw · Alemanya                                                  | 24.01      |
| 100 m. esquena           | Matt Welsh · Austràlia                                                             | 51.09       | Markus Rogan · Àustria                                                | 51.48    | Randall Bal · Estats Units · Helge Meeuw · Alemanya                     | 51.63      |
| 200 m. esquena           | Ryan Lochte · Estats Units                                                         | 1:49.05 RM  | Markus Rogan · Àustria                                                | 1:50.97  | Matt Welsh · Austràlia                                                  | 1:53.10    |
|                          |                                                                                    |             |                                                                       |          |                                                                         |            |
| 50 m. braça              | Oleg Lisogor · Ucraïna                                                             | 26.39 RC    | Alessandro Terrin · Itàlia                                            | 26.60    | Chris Cook · Regne Unit                                                 | 27.17      |
| 100 m. braça             | Oleg Lisogor · Ucraïna                                                             | 58.14 RC    | Brenton Rickard · Austràlia                                           | 58.70    | Alexander Dale Oen · Noruega                                            | 59.16      |
| 20 m. braça              | Vlad Polyakov · Kazakhstan                                                         | 2:06.95     | Brenton Rickard · Austràlia                                           | 2:07.52  | Yevgeniy Ryzhkov · Kazakhstan                                           | 2:07.94    |
|                          |                                                                                    |             |                                                                       |          |                                                                         |            |
| 50 m. papallona          | Matt Welsh · Austràlia                                                             | 23.05       | Sergiy Breus · Ucraïna                                                | 23.06    | Kaio Almeida · Brasil                                                   | 23.07      |
| 100 m. papallona         | Kaio Almeida · Brasil                                                              | 51.07       | Albert Subirats · Veneçuela                                           | 51.23    | Jayme Cramer · Estats Units                                             | 51.53      |
| 200 m. papallona         | Peng Wu · R.P. de la Xina                                                          | 1:52.36 RC  | Moss Burmester · Nova Zelanda                                         | 1:53.94  | Nikolay Skvortsov · Rússia                                              | 1:54.09    |
|                          |                                                                                    |             |                                                                       |          |                                                                         |            |
| 100 m. estils            | Ryk Neethling · Sud-àfrica                                                         | 52.42 RC    | Peter Mankoč · Eslovènia                                              | 53.00    | Stefan Nystrand · Suècia                                                | 53.97      |
| 200 m. estils            | Ryan Lochte · Estats Units                                                         | 1:53.31 RM  | Markus Rogan · Àustria                                                | 1:55.68  | Igor Berezutskiy · Rússia                                               | 1:56.64    |
| 400 m. estils            | Ryan Lochte · Estats Units                                                         | 4:02.49 RC  | Luca Marin · Itàlia                                                   | 4:05.12  | Igor Berezutskiy · Rússia                                               | 4:06.81    |
|                          |                                                                                    |             |                                                                       |          |                                                                         |            |
| relleus 4×100 m. lliures | Itàlia Alessandro Calvi · Klaus Lanzarini · Christian Galenda · Filippo Magnini    | 3:10.74     | Suècia Marcus Piehl · Lars Frölander · Jonas Tilly · Stefan Nystrand  | 3:11.63  | Estats Units Nick Brunelli · Ryan Lochte · Matt Grevers · Jason Lezak   | 3:11.92    |
| relleus 4×200 m. lliures | Itàlia Massimiliano Rosolino · Matteo Pelliciari · Nicola Cassio · Filippo Magnini | 6:59.08 RC  | Austràlia Andrew Mewing · Louis Paul · Grant Brits · Nic Ffrost       | 7:04.16  | Estats Units Ryan Lochte · Nick Brunelli · Jayme Cramer · Larsen Jensen | 7:04.34    |
| relleus 4×100 m. estils  | Austràlia Matt Welsh · Brenton Rickard · Adam Pine · Ashley Callus                 | 3:27.71     | Estats Units Ryan Lochte · Scott Usher · Jayme Cramer · Nick Brunelli | 3:28.00  | Ucraïna Andriy Oleynyk · Oleg Lisogor · Sergiy Advena · Andriy Serdinov | 3:28.62 RN |

### Categoria femenina
| Prova                    | Or                                                                                 | Or         | Plata                                                                         | Plata   | Bronze                                                                             | Bronze  |
| 50 m. lliures            | Libby Lenton · Austràlia                                                           | 23.97      | Therese Alshammar · Suècia                                                    | 23.98   | Marleen Veldhuis · Països Baixos                                                   | 24.25   |
| 100 m. lliures           | Libby Lenton · Austràlia                                                           | 52.33      | Marleen Veldhuis · Països Baixos                                              | 53.33   | Maritza Correia · Estats Units                                                     | 53.54   |
| 200 m. lliures           | Yu Yang · R.P. de la Xina                                                          | 1:54.94    | Federica Pellegrini · Itàlia                                                  | 1:55.15 | Annika Liebs · Alemanya                                                            | 1:55.56 |
| 400 m. lliures           | Kate Ziegler · Estats Units                                                        | 4:01.79    | Bronte Barratt · Austràlia                                                    | 4:03.29 | Federica Pellegrini · Itàlia                                                       | 4:03.63 |
| 800 m. lliures           | Anastasia Ivanenko · Rússia                                                        | 8:11.99 RC | Kate Ziegler · Estats Units                                                   | 8:14.12 | Rebecca Cooke · Regne Unit                                                         | 8:20.02 |
|                          |                                                                                    |            |                                                                               |         |                                                                                    |         |
| 50 m. esquena            | Janine Pietsch · Alemanya                                                          | 27.00 RC   | Tayliah Zimmer · Austràlia                                                    | 27.25   | Chang Gao · R.P. de la Xina                                                        | 27.28   |
| 100 m. esquena           | Janine Pietsch · Alemanya                                                          | 58.02 RC   | Tayliah Zimmer · Austràlia                                                    | 58.27   | Chang Gao · R.P. de la Xina                                                        | 58.74   |
| 200 m. esquena           | Margaret Hoelzer · Estats Units                                                    | 2:05.29    | Tayliah Zimmer · Austràlia                                                    | 2:05.99 | Hannah McLean · Nova Zelanda                                                       | 2:06.96 |
|                          |                                                                                    |            |                                                                               |         |                                                                                    |         |
| 50 m. braça              | Jade Edmistone · Austràlia                                                         | 30.22      | Brooke Hanson · Austràlia                                                     | 30.40   | Jessica Hardy · Estats Units                                                       | 30.48   |
| 100 m. braça             | Tara Kirk · Estats Units                                                           | 1:05.25 RC | Suzaan van Biljon · Sud-àfrica                                                | 1:05.62 | Jade Edmistone · Austràlia                                                         | 1:06.08 |
| 200 m. braça             | Hui Qi · R.P. de la Xina                                                           | 2:20.72    | Tara Kirk · Estats Units                                                      | 2:21.77 | Nan Luo · R.P. de la Xina                                                          | 2:23.49 |
|                          |                                                                                    |            |                                                                               |         |                                                                                    |         |
| 50 m. papallona          | Therese Alshammar · Suècia                                                         | 25.76      | Fabienne Nadarajah · Àustria                                                  | 25.95   | Anna-Karin Kammerling · Suècia                                                     | 26.07   |
| 100 m. papallona         | Libby Lenton · Austràlia                                                           | 56.61      | Rachel Komisarz · Estats Units                                                | 57.43   | Jessicah Schipper · Austràlia                                                      | 57.49   |
| 200 m. papallona         | Jessicah Schipper · Austràlia                                                      | 2:05.11 RC | Francesca Segat · Itàlia                                                      | 2:05.91 | Yu Yang · R.P. de la Xina                                                          | 2:07.05 |
|                          |                                                                                    |            |                                                                               |         |                                                                                    |         |
| 100 m. estils            | Brooke Hanson · Austràlia                                                          | 1:00.16    | Hanna-Maria Seppälä · Finlàndia                                               | 1:00.74 | Martina Moravcová · Eslovàquia                                                     | 1:01.41 |
| 200 m. estils            | Hui Qi · R.P. de la Xina                                                           | 2:09.33    | Kaitlin Sandeno · Estats Units                                                | 2:10.79 | Lara Carroll · Austràlia                                                           | 2:11.77 |
| 400 m. estils            | Hui Qi · R.P. de la Xina                                                           | 4:34.28    | Alessia Filippi · Itàlia                                                      | 4:35.38 | Anastasia Ivanenko · Rússia                                                        | 4:35.54 |
|                          |                                                                                    |            |                                                                               |         |                                                                                    |         |
| relleus 4×100 m. lliures | Països Baixos Inge Dekker · Hinkelien Schreuder · Chantal Groot · Marleen Veldhuis | 3:33.32 RM | Austràlia Shayne Reese · Sophie Edington · Danni Miatke · Libby Lenton        | 3:34.95 | Suècia Josefin Lillhage · Therese Alshammar · Anna-Karin Kammerling · Ida Mattsson | 3:36.13 |
| relleus 4×200 m. lliures | Austràlia Bronte Barratt · Jessicah Schipper · Shayne Reese · Libby Lenton         | 7:46.96    | R.P. de la Xina Jiaying Pang · Jingzhi Tang · Yanwei Xu · Yu Yang             | 7:47.07 | Estats Units Kate Ziegler · Rachel Komisarz · Amanda Weir · Kaitlin Sandeno        | 7:49.16 |
| relleus 4×100 m. estils  | Austràlia · Tayliah Zimmer · Jade Edmistone · Jessicah Schipper · Libby Lenton     | 3:51.84 WR | Estats Units Margaret Hoelzer · Tara Kirk · Rachel Komisarz · Maritza Correia | 3:55.65 | R.P. de la Xina Chang Gao · Nan Luo · Yafei Zhou · Yanwei Xu                       | 3:55.76 |

## Medaller
| Pos. | País            | Or | Plata | Bronze | Total |
| 1    | Austràlia       | 12 | 9     | 4      | 25    |
| 2    | Estats Units    | 6  | 7     | 8      | 21    |
| 3    | R.P. de la Xina | 5  | 1     | 6      | 12    |
| 4    | Sud-àfrica      | 3  | 1     | 0      | 4     |
| 5    | Rússia          | 3  | 0     | 4      | 7     |
| 6    | Itàlia          | 2  | 7     | 3      | 12    |
| 7    | Alemanya        | 2  | 1     | 3      | 6     |
| 8    | Ucraïna         | 2  | 1     | 2      | 5     |
| 9    | Suècia          | 1  | 2     | 3      | 6     |
| 10   | Països Baixos   | 1  | 1     | 1      | 3     |
| 11   | Brasil          | 1  | 0     | 1      | 2     |
| 11   | Kazakhstan      | 1  | 0     | 1      | 2     |
| 13   | Croàcia         | 1  | 0     | 0      | 1     |
| 14   | Àustria         | 0  | 4     | 0      | 4     |
| 15   | Corea del Sud   | 0  | 2     | 0      | 2     |
| 16   | Nova Zelanda    | 0  | 1     | 1      | 2     |
| 17   | Finlàndia       | 0  | 1     | 0      | 1     |
| 17   | Eslovènia       | 0  | 1     | 0      | 1     |
| 17   | Veneçuela       | 0  | 1     | 0      | 1     |
| 20   | Regne Unit      | 0  | 0     | 2      | 2     |
| 21   | Argentina       | 0  | 0     | 1      | 1     |
| 21   | Eslovàquia      | 0  | 0     | 1      | 1     |
| 21   | Noruega         | 0  | 0     | 1      | 1     |
|      | Total           | 40 | 40    | 42     | 122   |